# Adelaide di Guesclino
Adelaide di Guesclino (deutscher Titel: Adelheid von Guesclin) ist eine Oper (Originalbezeichnung: „dramma di sentimento“, später auch „dramma serio“ oder „dramma per musica“) in zwei Akten des Komponisten Johann Simon Mayr. Das Libretto stammt von Gaetano Rossi nach dem Stück Adélaïde du Guesclin von Voltaire. Die Uraufführung fand am 1. Mai 1799 im Teatro La Fenice in Venedig statt. 

## Handlung
Die Handlung der Oper spielt vor dem Hintergrund des Hundertjährigen Krieges, der zwischen 1337 und 1453 zwischen Frankreich und England ausgetragen wurde und zwar während der Regierungszeit des im Jahr 1377 gestorbenen englischen Königs Eduard III. Die Herzöge Carlo von Vendôme und Ernesto von Nemours sind Brüder, stehen sich aber in verschiedenen Lagern gegenüber, wobei Vendôme die englische und Nemours die französische Sache unterstützt. Unglücklicherweise haben sich beide Brüder auch noch in dieselbe Frau verliebt. Dabei handelt es sich um die bretonische Adlige Adelaide di Guesclino (deutsch: Adelheid von Guesclin). Da sich die Dame eher Ernesto zuwendet wird Carlo rasend eifersüchtig auf seinen Bruder. In diesem Zustand leitet er die Ermordung seines Bruders in die Wege. Später bereut er diesen Schritt und ist hocherfreut, als er erfährt, dass ein Plan nicht ausgeführt wurde und der Bruder am Leben ist. 

## Weitere Anmerkungen
Bei der Uraufführung am 1. Mai 1799 im venezianischen Teatro La Fenice sangen Domenico Mombelli (Carlo), Bonaventura Palazzi (Ernesto), Caterina Angiolini (Adelaide di Guesclino), Giuseppe Cocchi (Coucì), Rosa Chiener (Soffia), Giuseppe Bertani (Mongal) und Giovanni Battista Zanardi (Dangeste). Das Bühnenbild stammte von Nicola Pellandi. Kostümbildner war Abram Greco. Die Produktion war mit der Uraufführung des Ballettes Clotilde von Antonio Capuzzi, der mit Mayr befreundet war, verknüpft.
In den folgenden Jahren war die Oper recht erfolgreich. Sie wurde bis etwa Mitte der 1820er Jahre in verschiedenen europäischen Städten in der italienischen Originalversion aber auch im deutschen Sprachraum in einer deutschen Version gespielt. Für die Musikgeschichte bedeutsam war die Aufführung der Oper im Jahr 1808 in Siena, weil mit dieser Vorstellung die Laufbahn des Tenors Giovanni David begann. Später ließ die Zahl der Aufführungen nach. Die Oper gehört heute, wie viele Werke von Mayr, nicht mehr zum Standardrepertoire der Opernhäuser und wird kaum noch gespielt.